# Rodion Românovitch Raskólnikov
Rodion Românovitch Raskólnikov (original em russo: Родион Романович Раскольников) é o personagem principal do livro Crime e Castigo de Dostoiévski, publicado em 1866. Ele também é referido no romance pelo dimunutivo de seu primeiro nome, Ródia ou Rodka. O nome Raskólnikov, o mais usado na narrativa, provém da palavra raskolnik que significa "cisão" ou "cisma", caracterizando o personagem como cindido e atormentado.
Raskolnikóv é um jovem ex-estudante vivendo em extrema miséria na cidade de São Petersburgo, Rússia. Muitos dos outros personagens o consideram muito inteligente, e o próprio Raskólnikov às vezes se considera um gênio. Ele mora em um pequeno quarto alugado, que, alega ele, agrava a sua depressão. Dorme em um divã, usando roupas velhas como travesseiro e não come muito, somente quando Nastácia (criada da senhoria do prédio) trazia-lhe algo, ou nas raras situaçoes em que Rodka saia pra comer em bodegas e tavernas.
Abalado tanto emocional quanto financeiramente, também tem grandes dificuldades sociais e é frequentemente neurótico com pequenas coisas, como multidões. Raskólnikov flutua entre os extremos do altruísmo e da apatia. Dostoiévski o descreve como possuidor de "delicadas feições".
Ele mata uma velha usurária a machadadas, com a intenção de usar o seu dinheiro para boas causas, baseado numa teoria que ele mesmo desenvolveu. Raskólnikov acreditava que as pessoas estavam divididas entre "ordinárias" e "extraordinárias": as ordinárias deviam viver na obediência e não tinham o direito de transgredir as leis, ao passo de que as extraordinárias (notadamente Napoleão) tinham o direito, não declarado, de cometer crimes e de violar leis, desde que suas intenções, se fossem úteis à humanidade como um todo, o exigirem. Ele pensou sobre sua própria teoria por meses, até mesmo escrevendo um artigo em um jornal de uma universidade sobre o assunto. Ele acredita ser uma dessas pessoas extraordinárias e se permite cometer o crime. Seu plano, porém, falha: atormentado pela angústia do homicídio, Raskólnikov começa a ceder à tentação de confessar-se, traçando os primeiros passos rumo à loucura expiatória.
Sua crença de que é um homem extraordinário se extingue, e ele acaba por confessar o crime a uma prostituta, Sónia Siemionovna Marmiéladova, que o orienta a se entregar e admitir o crime. Raskólnikov, então, é condenado ao exílio na Sibéria, acompanhado por Sónia, onde começa sua reabilitação mental e espiritual.
Esta personagem demonstra a tendência existencialista de Dostoiévski, uma vez que é a personagem que define a sua vivência, o seu futuro, optando por abandonar a sua teoria e optar por uma via espiritual, o refúgio na Religião Cristã Ortodoxa.

## Cinema
No Cinema, Raskolnikov foi retratado pela primeira vez por Gregori Chmara na adaptação Raskolnikov, dirigido por Robert Wiene (1923). Ele foi retratado por Peter Lorre na Versão cinematográfica de Hollywood (1935); por John Hurt em 1979 na  minissérie BBC; por Patrick Dempsey em um filme de televisão em 1998; e por John Simm (2002) e Crispin Glover (2002). O personagem de Michel em Batedor de carteiras (1959), de Robert Bresson, é baseado em Raskolnikov. Paul Schrader, que escreveu Taxi Driver (1976), por sua vez, foi inspirado pelo personagem Michel de Bresson para criar Travis Bickle, o anti-herói de Robert De Niro. O drama-thriller  Irrational Man, de 2015 também foi inspirado em "Crime e Castigo", com o protagonista Abe Lucas (Joaquin Phoenix) como seu personagem inspirado em Raskolnikov.